# Styela sericata
Styela sericata är en sjöpungsart som beskrevs av William Abbott Herdman 1888. Styela sericata ingår i släktet Styela och familjen Styelidae. Inga underarter finns listade i Catalogue of Life.